# Дагестанский 82-й пехотный полк
82-й пехотный Дагестанский Его Императорского Высочества Великого князя Николая Михайловича полк — пехотная воинская часть Русской императорской армии.
Полковой праздник — 6 декабря.

## Формирование и походы полка
Сформирован в Темир-Хан-Шуре 16 декабря 1845 под названием Дагестанского пехотного полка из 2 и 3-го батальонов Волынского, 2-го и 3-го батальонов Минского пехотных полков и Кавказского линейного № 11 батальона, с добавлением части людей из упразднённых в то же время 2-го и 3-го батальонов Модлинского пехотного полка. Части эти прибыли со своими знаменами и образовали 5 батальонов 4-ротного состава. 3-й батальон Волынского полка принёс с собой Георгиевскую серебряную трубу с надписью: «За отличие при поражении и изгнании неприятеля из пределов России в 1812 г. и в сражениях при Бриенне-ле-Шато и при селении Ла-Ротьер», пожалованную 5 апреля 1815 г. 49-му егерскому полку, который в 1833 г. был присоединён к Волынскому и Минскому пехотным полкам. Первым командиром Дагестанского полка был назначен полковник Н. И. Евдокимов (впоследствии граф, генерал-адъютант и шеф полка). После сформирования полку пришлось строить себе штаб-квартиру в Северном Дагестане, на месте разрушеннаго аула Ишкарты, в 14 верстах от крепости Темир-Хан-Шуры (закончена в октябре 1847 г.).
С первых дней существования Дагестанский полк принял участие в Кавказской войне. В 1846 г. некоторые части полка участвовали в стычках и перестрелках, происходивших вблизи Ишкарты. 4 июня 1847 г. 1-й и 2-й батальоны участвовали в неудачном штурме Гергебиля. С 26 июля по 14 сентября эти же батальоны, подкреплённые в конце августа 3-м батальоном, находились при осаде и штурме аула Салты и первые два из них за отличия были награждены знамёнами с надписью «За взятие Салты». В течение последующие 10 лет Дагестанскому полку пришлось вести с горцами малую войну. Ежегодно, весной, 2 или 3 батальона назначались в состав отдельных отрядов, которые высылались вглубь непокорной страны; остальные батальоны несли сторожевую службу на линии. В начале 1857 г. при каждом батальоне была сформирована 5-я стрелковая рота. Летом 1857 г. был выслан в Салатавию особый отряд, в состав которого вошли 4 батальона Дагестанского полка. 14 июля отряд заложил у предгорья Салатавскаго хребта, на месте разоренного аула Буртунай, укрепление, которое было назначено штаб-квартирой Дагестанского полка. Весь последующий год Дагестанцы провели в возведении укрепления и постройке новых казарм. 16 и 17 июля 1859 г., при переправе Дагестанского отряда через р. Андийское Койсу, 2-й батальон выказал геройскую доблесть и первым ступил на вражеский берег. Рядовой Сергей Кочетов и юнкер Шпеер под огнём переплыли горную бурную реку и перетащили на другой берег при помощи бечёвки канат. Затем был устроен верёвочный мост, по которому с неимоверным трудом переправился 2-й батальон. 25 августа 2-й батальон и стрелковые роты участвовали во взятии Гуниба. За переправу 17 июля 1859 г. 2-й батальон был награждён Георгиевским знаменем с надписью: «За отличие при переправе через Андийское Койсу у аула Согрытло». Кроме того, 4 августа 1860 г. всему полку были пожалованы знаки отличия на папахи с надписью: «За отличие на Кавказе с 1846 по 1859 г.».
С падением Гуниба для Дагестанского полка наступил мирный период. 6 ноября 1863 г. 5-й батальон со стрелковой ротой был выделен на сформирование Таманского пехотного полка, и Дагестанский полк был приведён в 4-батальонный состав. 25 марта 1864 г. полк назван 82-й пехотным Дагестанским и 1 ноября того же года генерал-адъютант граф Евдокимов был назначен шефом полка. В этом же году полку были назначены новые квартиры в укреплении Чир-Юрт на реке Сулак.
21 октября 1869 г. 2-й батальон, назначенный в состав Красноводского отряда Столетова, прибыл в Петровск и был перевезён на пароходах через Каспийское море. Высадившись в Муравьёвой бухте Красноводского залива, батальон построил на берегу укрепление, которое послужило началом города Красноводска. В Красноводске 2-й батальон пробыл до 1875 г. и был сменён 3-м батальоном. Этот батальон нёс службу по охране русско-персидской границы и участвовал в труднейших экспедициях генерала Ломакина против туркмен-текинцев в 1877 и 1878 гг., и особенно в неудачном походе в Ахал-Теке 1879 г.
13 октября 1870 г., после смерти графа Евдокимова шефом полка был назначен великий князь Николай Михайлович. 1 августа 1874 г. 4-й батальон был выделен на сформирование 164-го пехотного Закатальского полка, а из стрелковых рот всего полка образован 4-й батальон.
При начале Русско-турецкой войны 1877—1878 гг. 1-й, 2-й и 4-й батальоны были мобилизованы и приняли участие в подавлении восстания в Чечне и Дагестане. 1 и 4-й батальоны особенно отличились 17 октября, при штурме аула Цудахар, и 2 ноября, при взятии селения Согрытло. За оказанные отличия полку были пожалованы 6 января 1879 г. две Георгиевские трубы с надписью: «За отличие при подавлении восстания в Дагестане в 1877 г.»; кроме того, 4-й батальон был награждён Георгиевским знаменем с надписью: «За дела с мятежниками в 1877 г. 19 октября при Цудахаре и 2 ноября при сел. Согрытло».
В 1880 г. 1 и 4-й батальоны приняли участие в Ахал-Текинской экспедиции генерала Скобелева и 12 января 1881 г. участвовали в штурме Геок-Тепе; за выказанное отличие 1-й батальон был награждён знаками на шапки с надписью: «За взятие штурмом крепости Геок-Тепе 12 января 1881 г.».
В 1894 г. весь полк вернулся из Закаспийского края на Кавказ.
Полк – активный участник Первой мировой войны, и, в частности, Таневского сражения в июне 1915 г., в ходе которого его действия поддерживали броневики 14-го автопулеметного взвода.

## Шефы полка
- 01.11.1864 — 13.10.1870 — генерал-адъютант генерал от инфантерии граф Евдокимов, Николай Иванович
- 13.10.1870 — 04.03.1917 — великий князь Николай Михайлович

## Командиры полка
Командующий в дореволюционной терминологии означал временно исполняющего обязанности начальника или командира.
- 10.01.1846 — 16.12.1849 — полковник (с 10.08.1848 генерал-майор) Евдокимов, Николай Иванович
- 16.12.1849 — 21.01.1854 — полковник Броневский, Павел Николаевич
- 21.01.1854 — 12.08.1858 — полковник Ракусса, Николай Викентьевич
  - xx.xx.1855 — 14.09.1855 — полковник Шостак, Андрей Андреевич (временный командующий)
- 01.01.1859 — 04.01.1861 — полковник Радецкий, Фёдор Фёдорович
- 04.01.1861 — 06.03.1868 — полковник Орбелиани, Иосиф Константинович
- до 25.04.1868 — xx.xx.1870 — полковник Петровский, Александр Иванович
- xx.xx.1870 — 12.12.1874 — полковник Гурчин, Витольд Викентьевич
- 12.12.1874 — 22.05.1878 — полковник Перлик, Пётр Тимофеевич
- 22.05.1878 — 30.08.1881 — полковник Зеферопуло, Константин Иванович
- 18.09.1881 — 01.08.1885 — полковник Пащенко, Иван Андреевич
- 01.08.1885 — 08.04.1893 — полковник Стоянов, Николай Николаевич
- 20.04.1893 — 01.11.1895 — полковник (с 14.11.1894 генерал-майор) Ушаков, Иван Яковлевич
- 09.11.1895 — 18.12.1892 — полковник Эллиот, Фридрих Иванович
- 13.01.1903 — 15.12.1904 — полковник Вендт, Фёдор Христианович
- 23.01.1905 — 26.01.1907 — полковник Полозов, Александр Александрович
  - 1906 — командующий подполковник Талышханов, Мир Кязим-бек
- 26.01.1907 — 20.02.1908 — полковник (с 18.10.1907 генерал-майор) Фольбаум, Михаил Александрович
- 21.02.1908 — 16.01.1913 — полковник Беков, Константин Николаевич
- 06.02.1913 — 03.02.1915 — полковник (с 31.12.1914 генерал-майор) Лесневский, Иосиф Викентьевич
- 08.03.1915 — 13.07.1915 — полковник Петров, Василий Петрович
- 24.07.1915 — 21.12.1916 — полковник Гончаров, Александр Фёдорович
- 27.01.1917 — xx.xx.1918 — полковник (с 23.11.1917 генерал-майор) барон фон Раден, Фердинанд Владимирович

## Знаки отличия
1. Полковое знамя Георгиевское с надписями: «За взятие Салты 9 и 14 Сентября 1847 г., за отличие при переправе через Андийское Койсу у Согрытло, за дела с мятежниками в 1877 году: 19 Октября при Цудахаре и 2 Ноября при селю Согрытло».
2. Георгиевская труба с надписью: «За отличие при поражении и изгнании неприятеля из пределов России в 1812 г. и в сражениях: при Бриен-ле-Шато и при сел. Ла-Ротьер 25 Апреля 1813 года». Пожалована 25 апреля 1815 г. 49-му егерскому полку (с 1833 г. — 3-й батальон Волынского и Минского полков).
3. Две Георгиевские трубы с надписью: «За отличие при подавлении восстания в Дагестане в 1877 году». Пожалованы 6 января 1879 г.
4. Знаки на головные уборы с надписью:
  - в 1-м батальоне — «За отличие на Кавказе с 1846—1859 и за взятие штурмом кр. Геок-Тепе 12 Января 1881 года». Первое отличие пожаловано 4 августа 1860 г., второе — 9 июля 1882 г.
  - в 2—4-м батальонах — «За отличие на Кавказе с 1846—1859». Пожалованы 4 августа 1860 г.

## Известные люди, служившие и числившиеся в полку
- Коррадини, Георгий Вильгельмович  — художник.
- Ширинкин, Борис Леонидович — журналист, редактор и издатель.

## Прочие формирования этого имени
- Дагестанская милиция — дата сформирования неизвестна, но не ранее 1826 г.; расформирована в 1856 г. 25 декабря 1860 г. снова сформирована под именем Дагестанская постоянная милиция (в составе 10 сотен); окончательно упразднена в 1899 г.
- Дагестанский конный полк — сформирован в 1842 г. как двухсотенный дивизион Дагестанских всадников, с 16 декабря 1851 г. назван Дагестанский конно-иррегулярный полк. По случаю русско-турецкой войны сформированы 2-й и 3-й Дагестанские конно-иррегулярные полки. 3-й Дагестанский конно-иррегулярный полк 13 октября 1878 г. получил Георгиевское знамя с надписью «За взятие Карса 6 Ноября 1877 года» и знаки отличия на головные уборы «За отличие в Турецкую войну 1877 и 1878 годов». По окончании войны 2-й и 3-й полки были расформированы. 24 марта 1904 г. по случаю войны с Японией сформирован 2-й Дагестанский конный полк, расформирован по окончании войны, в 1906 г.

## Полковая церковь
Николаевская церковь (церковь 82-го пехотного Дагестанского полка, Солдатская церковь, Дагестанская церковь, Военная церковь) — ныне не существующая православная церковь, располагалась на территории Красномолотовского сквера в городе Грозном. Разрушена в 1930-х годах в период религиозных гонений в СССР.